# Dariusz Nowakowski
Dariusz Nowakowski (ur. 7 grudnia 1953 w Krakowie) – polski judoka, olimpijczyk z Moskwy 1980.
Zawodnik reprezentujący klub Wisła Kraków. Medalista mistrzostw Polski:
- złoty w kategorii 95 kg w roku 1978,
- srebrny w kategorii 95 kg w roku 1981,
- brązowy w kategorii open w roku 1975, oraz w kategorii 95 kg w latach 1977, 1979.

Dwukrotny brązowy medalista w latach 1975, 1978 drużynowych mistrzostw Europy.
Na igrzyskach w roku 1980 w Moskwie wystartował w kategorii półciężkiej zajmując 9. miejsce (odpadł w repesażach).